# Philip Samuel Stoelman
Philip Samuel Stoelman (Erijsen, Hessen, Duitsland, 1740 - Paramaribo, 1800) was als burgerkapitein betrokken bij de opsporing van de Marrons in Suriname. In 1789 werd hij benoemd tot luitenant-kolonel en chef van het Neeger Vrijcorps. Hij was beëdigd priseur en administrateur van verschillende plantages in Suriname. 

## Privé-leven
Philip Samuel Stoelman werd in 1740 geboren in Duitsland. Op 26 mei 1769 trouwde hij in Paramaribo met Susanna Henriette Icart (Paramaribo, 1744 - 1791). 
Het echtpaar kreeg in 1782 een dochter: Geertruijda Elisabeth.

## Militaire functies en expedities

### Vaandrig (1765)
Stoelman begon zijn militaire carrière in Suriname als vaandrig bij de troepen van de Sociëteit van Suriname.

### Burgerkapitein (1766 - 1774)
In de periode 1766 - 1774 was Stoelman de leider van verschillende expedities naar het Cottica-gebied. Deze expedities werden opgezet om weggelopen slaven te achterhalen en om de Marrons op te sporen die deelnamen aan de gewelddadige overvallen op plantages.
In 1766 leidde hij een expeditie naar het Marrondorp Tesisi. Deze expeditie had als doel om de weggelopen slaven van de plantage Rietwijk terug te halen. 
Op 8 april 1768 overvielen Marrons de plantage Rustlust. Een dag later vertrok een bospatrouille onder leiding van Stoelman naar het oosten om te proberen de Marrons tijdens hun terugtocht te onderscheppen.
In 1772 was Fort Boekoe gevallen en het bewind in Paramaribo vermoedde dat de Marrons nieuwe dorpen hadden gesticht, verder naar het oosten, in de richting van de Marowijne van waaruit zij nieuwe overvallen op de plantages uitvoerden.
In juni 1774 werd Stoelman, die dus eerder als burgerofficier verschillende bospatrouilles had geleid, door het Hof van Politie benoemd tot tijdelijk bevelhebber van de Redi Musu. Hij ging achter de overvallers aan van plantage Groot-Marseille die in april was overvallen door de Boni-Marrons. Zijn expeditie werd op 24 juni 1774 overvallen door de Boni's. Hij voerde een verwoede strijd waarbij vier van zijn mannen werden gedood en 6 gewond, onder wie conducteur Vinsaque.
Op 11 juli 1774 ontdekte de expeditie van Stoelman enkele verlaten Marron-dorpen in het gebied Locusboom. De kostgronden werden vernietigd en in Gado-sabi (God weet het), het dorp waar Boni zelf had gewoond, werd tijdelijk een militaire post ingericht zodat het gebied verder doorzocht kon worden.
Gedwongen door de vernietiging van hun kostgronden besloot Boni om zich met zijn mensen te vestigen aan de andere zijde van de Marowijne, in Frans-Guyana. Eind augustus 1776 staken zij in 15 korjalen de rivier over in de buurt van wat nu de Bonikreek heet, ongeveer 20 kilometer ten zuiden van Albina.

### Opperconducteur van de Redi Musu (1789 - 1793)
In juni 1789 werd Stoelman door gouverneur Jan Gerhard Wichers benoemd tot de nieuwe opperconducteur (opperbevelhebber) van het Neeger Vrijcorps als opvolger van de overleden bevelhebber Vinsaque. Na een periode van betrekkelijke rust waren de aanvallen op de plantages in Suriname weer toegenomen. Stoelman kreeg de opdracht om met een detachement Zwarte Jagers en Sociëteitstroepen een nieuwe militaire post te vestigen aan de Marowijne.
Na hevige gevechten met de daar verblijvende Marrons vestigde Stoelman op 23 februari 1790 de nieuwe post Armina aan de Marowijne, ter hoogte van de Arminavallen.
Vervolgens dreef hij de Boni's steeds verder stroomopwaarts. Op 5 maart probeerde hij vergeefs het nieuwe dorp Aroku van Boni te veroveren. Uiteindelijk werd Aroku, tijdens een verblijf van Stoelman in Paramaribo, op 3 april 1790 veroverd door troepen onder leiding van luitenant-kolonel Beutler.
Na zijn terugkeer naar Armina besloot Stoelman de militaire post te verplaatsen, verder stroomopwaarts naar de samenvloeiing van de Lawa en de Tapanahony. Hij vestigde de nieuwe post Lawa in december 1791 op het eiland dat later Stoelmanseiland genoemd zou worden.
In 1792 voerde Stoelman overleg met de Aukaners, de Marrons die de Boni's hadden toegestaan om zich in hun leef- en woongebied te vestigen. Op bevel van gouverneur Friderici zette hij de Aukaners onder druk om hun vriendschappelijke betrekkingen met de Boni-marrons op te geven en de handelsrelatie te beëindigen.
De Boni-marrons werden uiteindelijk definitief verslagen door de Aukaners. Op 20 februari 1793 overvielen zij de dorpen van de Boni’s. Tijdens een van deze overvallen werd Boni gedood door het Aukaanse opperhoofd Bambi.
Op 2 maart 1793 keerden de Aukaners terug naar de Post Lawa. Aan majoor Zeegelaar, de opvolger van Stoelman, overhandigden zij 38 gevangenen en een aantal rechterhanden. Tijdens hun tocht hadden zij 11 nieuw aangelegde dorpen vernietigd.

### Leider van een expeditie naar Demerary (1795)
In 1795 werden 50 Zwarte Jagers en 25 man van het legerkorps onder leiding van luitenant-kolonel Stoelman vanuit Paramaribo naar de kolonie Demerary (dat in 1835 onderdeel werd van Brits-Guiana) gezonden. Met behulp van dit korps werd een opstand van slaven onderdrukt.

## Overige werkzaamheden

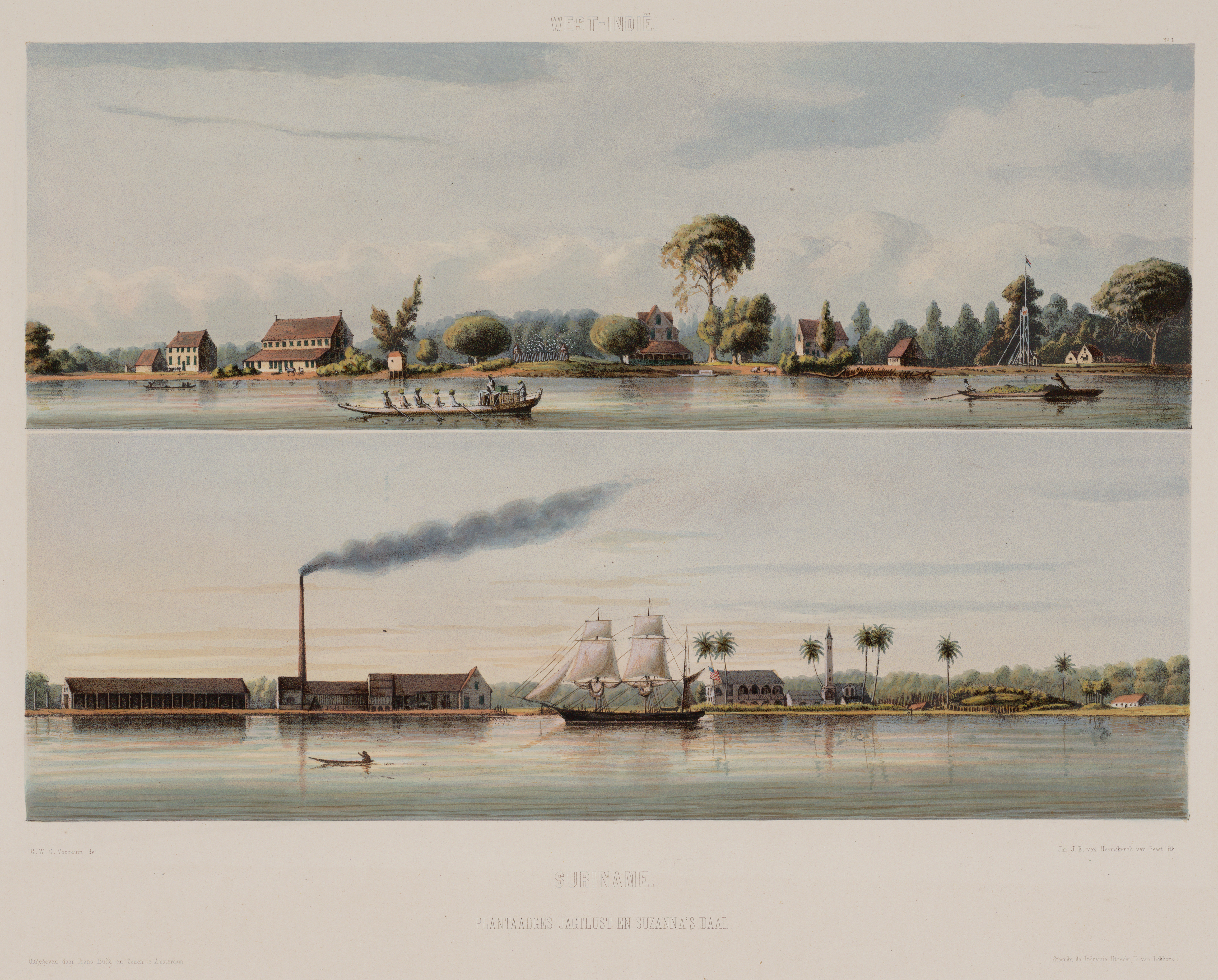
Gezicht op de plantage Suzanna's Daal rond 1860

### Beëdigd priseur
In het Naamboekje van Suriname, dat in 1779 verscheen, komt zijn naam voor in het rijtje Beëdigde Priseurs. Een priseur is een taxateur van onroerend goed. Een priseur werd ingeschakeld om de waarde vast te stellen van een plantage, waarbij de plantage diende als onderpand van een lening.

### Administrateur van verschillende plantages
Op latere leeftijd was Stoelman als administrateur verbonden aan enkele plantages. In de Surinaamse Staatkundige Almanach van 1794 wordt Stoelman vermeld bij de plantage Susannasdaal, gelegen aan de Surinamerivier. En in de almanak van 1796 bij de plantage Kiliestein Nova, groot 2.200 akkers en gelegen aan Commewijne en bij De Onderneeming, groot 1.500 akkers en gelegen aan de Cottica.